# Чхунмок (ван Корё)
Чхунмок-ван (кор. 충목왕, 忠穆王, Chungmok-wang) или Кеджон — 29-й государь (ван) корейского государства Корё, правивший в 1344—1348 годах. Имя — Хын (кор. 왕흔, 王昕, Heun). Монгольское имя — Басма-Дорджи (кор. Пхальсаматхааджи, ханча 八思麻朶兒只).
Посмертные титулы — Чхунмок Хёнхё-тэван.